# Baeus niger
Baeus niger är en stekelart som beskrevs av William Harris Ashmead 1893. Baeus niger ingår i släktet Baeus och familjen Scelionidae. Inga underarter finns listade.